# Parasmodix quadrituberculata
Genre
Espèce
Parasmodix quadrituberculata, unique représentant du genre Parasmodix, est une espèce d'araignées aranéomorphes de la famille des Thomisidae.

## Distribution
Cette espèce se rencontre en Côte d'Ivoire, au Ghana, au Cameroun, au Congo-Brazzaville, au Rwanda, au Zimbabwe et en Afrique du Sud.

## Description
Le mâle syntype mesure 2,2 mm et la femelle syntype 2,8 mm.

## Systématique et taxinomie
Cette espèce a été décrite par Jézéquel en 1966.
Ce genre a été décrit par Jézéquel en 1966 dans les Thomisidae.

## Publication originale
- Jézéquel, 1966 : « Araignées de la savane de Singrobo (Côte d'Ivoire). V.-Note complémentaire sur les Thomisidae. » Bulletin du Muséum national d'Histoire naturelle, vol. 37, p. 613-630.